# Kirchdorf in Tirol
Kirchdorf in Tirol je obec v Rakousku. Nachází se ve spolkové zemi Tyrolsko v okrese Kitzbühel a má přibližně 3 900 obyvatel.

## Poloha
Kirchdorf se nachází v údolí Leukental nedaleko města St. Johann in Tirol. K obci patří také velká část pohoří Wilder Kaiser. Kirchdorf je rozlohou druhou největší obcí v okrese Kitzbühel a leží v soudním okrese Kitzbühel.
Rozloha obce je 113,83 km². Z toho 12,1 % tvoří zemědělská půda, 57,6 % lesy a 14,5 % vysokohorské pastviny. Z celkové plochy je 15,7 % osídleno.

### Části obce
Obec se skládá z několika vesnic a roztroušených osad a leží v katastrálním území Kirchdorf. Území obce zahrnuje následující dvě obce (v závorce je uveden počet obyvatel k 1. lednu 2023):
- Erpfendorf (1253)
- Kirchdorf in Tyrol (2824)Části obce: Bicheln, Erpfendorf, Furth, Gasteig, Griesenau, Habach, Haberberg, Hinterberg, Innerwald, Jageregg, Kirchdorf, Litzelfelden, Moosen, Unteranger, Weng a Wohlmuting.[5]

### Sousední obce
Obec sousedí se čtyřmi obcemi okresu Kufstein (KU).
| Walchsee (KU)           | Schwendt         | Kössen                  |
| Ebbs (KU) Kufstein (KU) |                  | Waidring                |
| Ellmau (KU)             | Going St. Johann | St. Ulrich am Pillersee |

## Historie
Podle archeologických nálezů byla oblast osídlena již v pravěku, ale ne na trvalo. K novému osídlení došlo až v 6. století Bavory. Část území náležela salcburskému opatství, ale nejvýznamnějším majitelem byl bavorský vévoda. První písemná zmínka pochází z kopiáře kláštera Tegernsee z let 1107–1121, kde je uveden jako Chirichdorf. Kirchdorf nese své jméno podle kostela, který je jedním z nejstarších v okrese. Již na přelomu 2. a 3. století n. l. stála na místě dnešního kostela římská vila. V 16. století se Kirchdorf rozvinul v hornickou obec. Byla zde postavena huť, hamr, odlévárna a kovárna. Fuggerové byli majiteli rudných dolů v Rerobichlu u Oberndorfu, kde se těžily především měděné rudy, které se zpracovávaly v Litzelfeldenu u Kirchdorfu. V polovině následujícího století však těžba opět postupně ustala.
Během tyrolské války za nezávislost byl 12. května 1809 Kirchdorf vypálen bavorskými vojsky pod velením generála Wredeho. V roce 1809 byl zničen také kostel.

### Farní kostel svatého Štěpána
První kostel byl postaven v 8. století na základech staré římské vily, která byla zničena při nepokojích při stěhování národů. První písemná zmínka o kostele pochází z roku 1197. V roce 1200 byl položen základní kámen, byl postaven v gotickém stylu a vysvěcen v roce 1393. V 18. století dostal farní kostel svatého Štěpána dnešní barokní podobu. Do roku 1805 spadala pod farnost Kirchdorf také farnost Reit im Winkl, což vedlo k úzkému propojení obou farností, které však zaniklo po zřízení samostatné farnosti. Po vypálení bavorskými vojsky v roce 1809 byl kostel v letech 1818–1815 znovu postaven.

## Znak
Blason: Štít dělený stříbrně a modře, v každém poli barevně odlišený hrot, vpravo s křížem na hlavici, vlevo s vpravo obráceným kohoutem.
Obecní znak, udělený v roce 1965, symbolizuje název Kirchdorfu s křížem a kohoutem typickým pro kostelní věže. Kostel svatého Štěpána v Kirchdorfu má kohouta, kostel svaté Barbory v Erpfendorfu má na vrcholu kříž.

## Partnerská města
- Balatonföldvár, Maďarsko